# 平松悟
平松 悟（ひらまつ さとる、1977年2月 - ）は、日本のハーモニカ奏者。山口県下関市生まれ。神奈川県相模原市と中国上海（数年滞在）育ち。神奈川県横浜市在住。

## 概要
中国に留学経験があり、中国語が堪能。
2000年6月、FIHハーモニカ全日本大会優勝。8月、韓国で行なわれたハーモニカアジア大会で3位受賞。2002年厚木で開催されたハーモニカアジア大会金賞、2003年日本ハーモニカ賞受賞（全日本ハーモニカ連盟）、2005年ドイツで行われたハーモニカ世界大会ジャズ部門で2位受賞。2014年・2016年に行われたハーモニカアジア大会では審査員をつとめる。ミュージシャンとしてブランジスタ社superCEOに掲載。
テレビ・ラジオ出演、ライブ、レコーディングの他に、skypeや自身のYouTubeチャンネルでのボイスブログを利用して遠隔レッスンなどでハーモニカ普及活動も行う。
演奏の特徴として1曲の中で何本もハーモニカを持ち替えるなどの方法で、1本では出し得ない音、多種多様なジャンルを演奏する。日本、中国などを中心に演奏活動を展開している。

## 出演
- フジテレビ連続ドラマ極悪がんぼ劇伴 - ウェイバックマシン（2014年3月17日アーカイブ分）
- テレビ東京ドラマ水曜ミステリー劇伴
- 大人の音楽専門TV◆ミュージック・エア出演
- NHK ドキュメンタリー 私が子どもだったころ 東儀秀樹篇劇伴、ハーモニカ指導

## 教則DVD
- ハーモニカ上達革命DVD
- ハーモニカシェイプDVD
- ブルースハープの嗜み（2007年12月 アトス・インターナショナル）
- ブルースハープ完全攻略（2015年9月 アトス・インターナショナル）

## 書籍
- The Real Book Blues-Harmonica 第3巻 - ウェイバックマシン（2008年4月、創風社、日本初のタングブロック専門書）